# Фуопсис
Фуопсис (лат. Phuopsis) — монотипный род многолетних трав семейства Мареновые. Единственный вид — Фуопсис столбиковый, или Фуопсис длинностолбиковый (Phuopsis stylosa). Ареал рода ограничен Кавказом и севером Ирана, где растение встречается в светлых лесах. Род близок роду Подмаренник (Galium).

## Синонимика
Первоначально таксон был описан Августом Гризебахом как секция рода Ясменник (Asperula): Asperula sect. Phuopsis Griseb. (1846).
Синонимы научного названия рода:
- Laxmannia S.G.Gmel. ex Trin. (1818)

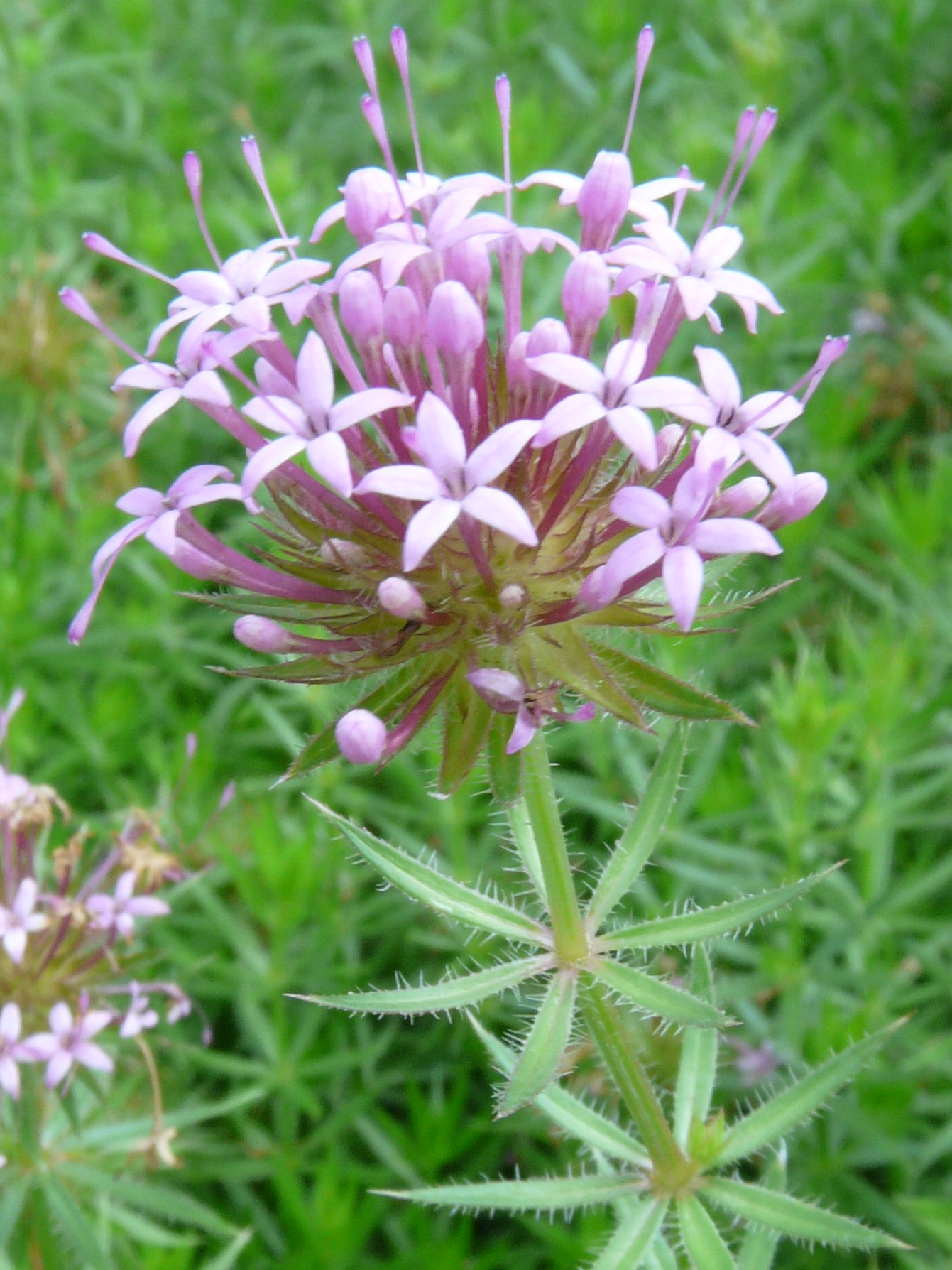
Phuopsis stylosa

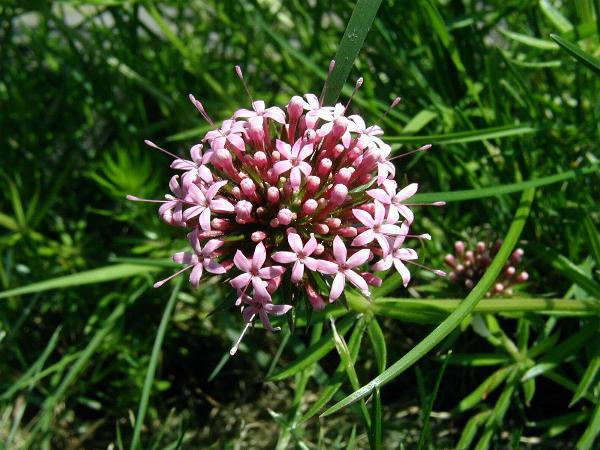
Phuopsis stylosa

- Nemostylis Steven (1857)

Синонимы научного названия вида:
- Asperula ciliata Moench (1794)[5]
- Crucianella stylosa Trin. (1818)[6]
- Nemostylis ciliaris Steven (1857)[7]
- Putoria calabrica Pers. (1805)[8]

## Биологическое описание
Фуопсис столбиковый — невысокое (15—25 см) многолетнее травянистое растение с узкими светло-зелёными ароматными ланцетовидными листьями, расположенными в мутовках.
Цветки звёздчатые, ярко-розовые, длиной до 12 мм, пятилепестковые; лепестки основаниями соединены в трубочку, из которой далеко выступает столбик. Пыльники вскрываются ещё в бутоне; в момент раскрытия венчика происходит выпрямление столбика, что приводит к выбрасыванию пыльцы, цепляющейся за наружную бородавчатую поверхность рыльцевой головки. Цветки ароматные, собраны в округлые соцветия, в каждом соцветии — по 30—50 цветков. Время цветения — весна (при выращивании в условиях европейской части России — в июле-августе).
Растение слабо ядовито.

## Культивирование
Фуопсис выращивают как декоративное растение, используя, по причине его миниатюрности, в том числе для украшения рокариев (каменистых садов).
Растение морозоустойчивое; предпочитает богатую гумусом песчаную влажную почву; лучше всего растёт на солнце или в небольшой тени. Чтобы сохранить декоративность растений начинающие увядать соцветия лучше удалять. Размножение — семенами, черенками или делением. Осенью растения следует срезать под корень.
Известные сорта —  'Purpurea',  'Purpurglut'.